# Antonio Vandini
Antonio Vandini (né à Bologne vers 1690 et mort dans cette même ville en 1778) est un violoncelliste et compositeur italien.

## Biographie
Antonio Vandini était un père franciscain nommé premier violoncelle de l'orchestre de la basilique Santa Maria Maggiore de Bergame.
En 1720, il est nommé comme professeur de violoncelle au Pio Ospedale della Pietà à Venise ; c'est là qu'il est supposé avoir rencontré Antonio Vivaldi. Puis il est nommé en 1721 premier violoncelle de la basilique Saint-Antoine de Padoue. Il y rencontre Giuseppe Tartini. Son amitié avec Tartini leur fait emprunter des chemins communs comme un voyage à Prague de 1722 à 1726. Vandini s'occupera de Tartini devenu veuf et écrira sa première biographie.
En 1770, le musicologue anglais Charles Burney fait un voyage à Padoue et écrit  :

« I wanted much to hear (...) the famous old Antonio Vandini, on the violoncello, who, the italians say, plays and expresses "a parlare", that is in such a manner as to make his instrument "speak"
(...) It is remarkable that Antonio, and all the other violoncello players here, hold the bow in the old-fashioned way, with the hand under it.
(Je voulais entendre (...) le fameux vieux Antonio Vandini au violoncelle, qui, disent les italiens, joue "a parlare", c'est-à-dire de telle façon que son instrument "parle" (...) Il est remarquable qu'Antonio, et tous les autres violoncellistes ici, tiennent l'archet à l'ancienne mode, avec la main en dessous.) »

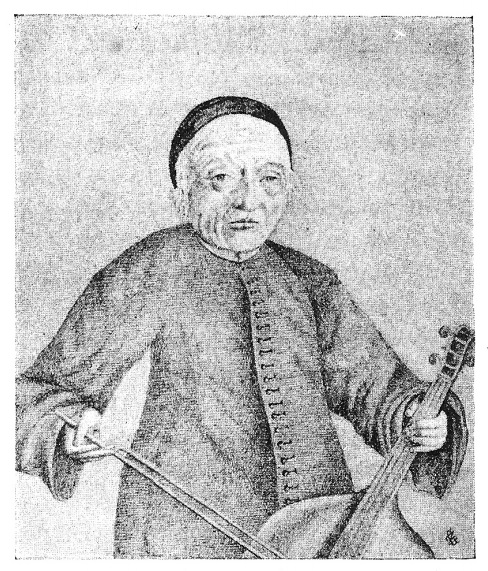
Antonio Vandini (?)

## Œuvres
Très peu d'œuvres de Vandini nous sont parvenues.
- Sonate pour violoncelle en do majeur, Van. 1
- Sonate pour violoncelle en do majeur, Van. 2
- Sonate pour violoncelle en si bémol majeur, Van. 3
- Sonate pour violoncelle en la mineur, Van. 4
- Concerto pour violoncelle en ré majeur, Van. 5
- Sonate pour violoncelle en si bémol majeur, Van. 6
- Sonate pour violoncelle en mi majeur, Van. 7

## Discographie
- Antonion Vandini, complete work, Elinor Frey (violoncelle), éd. Passacaille, EAN 5425004840790 [3]
- Giuseppe Tartini, concerti e sonate per violoncello piccolo, Mario Brunello (violoncelle piccolo) (contient le concerto de Vandini), éd. Outhere music[4]